# Mimma Biscardi
Mimma Biscardi (Matera, 1942) è un'attrice italiana.

## Biografia
Ha lavorato nel cinema italiano dalla fine degli anni '60 fino agli anni '80. Talvolta usando gli pseudonimi: Gelly Genca, Gely Genka e Mimma Monticelli.

## Filmografia

### Cinema
- La Cina è vicina, regia di Marco Bellocchio (1967)
- 7 uomini e un cervello, regia di Rossano Brazzi e Ted Kneeland (1968)
- Il diario segreto di una minorenne, regia di Oscar Brazzi (1968)
- Vita segreta di una diciottenne, regia di Oscar Brazzi (1969)
- Certo, certissimo, anzi... probabile, regia di Marcello Fondato (1969)
- Il venditore di morte, regia di Lorenzo Gicca Palli (1971)
- Club del piacere (Prenez la queue comme tout le monde), regia di Jean-François Davy (1973)
- Commissariato di notturna, regia di Guido Leoni (1974)
- La mafia mi fa un baffo, regia di Riccardo Garrone (1974)
- La cognatina, regia di Sergio Bergonzelli (1975)
- Faccia di spia, regia di Giuseppe Ferrara (1975)
- Un urlo dalle tenebre, regia di Franco Lo Cascio e Angelo Pannacciò (1975)

### Televisione
- Quaranta... ma non li dimostra, regia di Giancarlo Nicotra e Peppino De Filippo - film TV (1980)